# 锡皮耶尔
锡皮耶尔（法語：Cipières，法語發音：[sipjɛʁ]）是法国滨海阿尔卑斯省的一个市镇，属于格拉斯区。

## 地理
锡皮耶尔（43°47'0"N, 6°57'19"E）面积38.15 平方千米，位于法国普罗旺斯-阿尔卑斯-蓝色海岸大区滨海阿尔卑斯省，该省份为法国东南部沿海省份，南濒地中海，西南至瓦尔省，西北接上普罗旺斯阿尔卑斯省，北部和东部与意大利接壤。
与锡皮耶尔接壤的市镇（或旧市镇、城区）包括：昂东、科索勒、库尔姆、古尔东、格雷奥利耶尔。

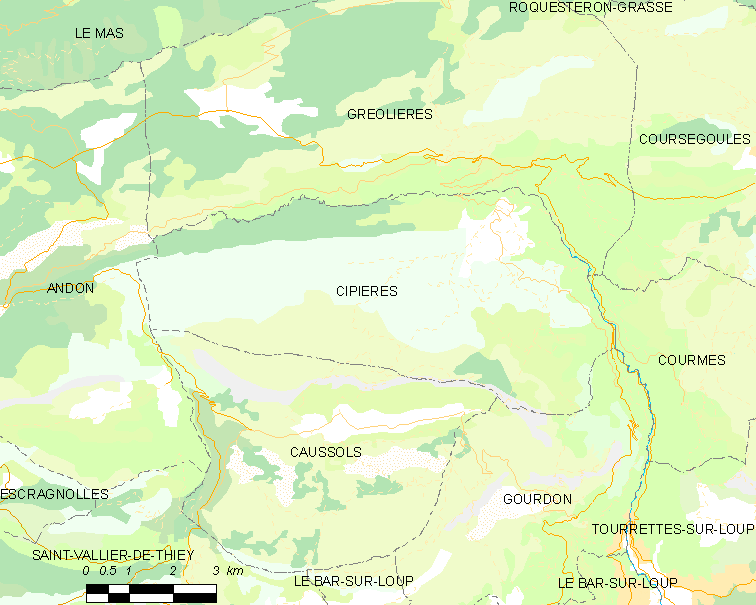
锡皮耶尔的OSM定位图

锡皮耶尔的时区为UTC+01:00、UTC+02:00（夏令时）。

## 行政
锡皮耶尔的邮政编码为06620，INSEE市镇编码为06041。

## 政治
锡皮耶尔所属的省级选区为瓦尔博讷县。

## 人口

1962-2008年间锡皮耶尔人口变化图示

锡皮耶尔于2022年1月1日时的人口数量为398人。